# جمعية ويسا الوطنية
جمعية ويسا الوطنية (Association Nationale Wisa) هي حزب سياسي في جزيرة مدغشقر. في 23 سبتمبر 2007 في انتخابات الجمعية الوطنية، فاز الحزب بمقعد واحد من أصل 127 مقعدًا.